# Assemblée régionale sicilienne
Pour les articles homonymes, voir ARS.
XVIIe législature
Palais des Normands, Palerme
L’Assemblée régionale sicilienne (en italien : Assemblea regionale siciliana, ARS) est le conseil régional de la région autonome de Sicile depuis 1947. Elle détient le pouvoir législatif et contrôle l'action du président et du gouvernement régionaux.
Elle siège à Palerme, dans la salle Hercule du Palais des Normands.

## Histoire
Les origines de l'Assemblée régionale remontent au Parlement sicilien. Institué en 1097 par le comte Roger Ier de Sicile, il est l'un des premiers parlements de l'histoire. Il est dissous en 1849.
La première autonomie de la Sicile italienne est accordée par le roi Humbert II le 15 mai 1946, six jours après son accession au trône. L'île devient ainsi la première région autonome et la seule instituée en dehors du régime républicain. 
La première assemblée est élue un an plus tard, le 20 avril 1947. Rapidement, les partis issus de la Résistance se divisent en Sicile comme au niveau national, tandis que la Démocratie chrétienne s'impose comme le parti principal : de 20 % des suffrages en 1947, elle emporte 31 % des voix en 1951, puis 38% en 1955 et 1959, et 42 % en 1963. Sans majorité absolue, la DC gouverne avec la droite sous les présidences de Giuseppe Alessi, Franco Restivo et Giuseppe La Loggia. 
En 1958, Silvio Milazzo, ex démocrate chrétien, prend la tête de la région avec une coalition soutenu par les communistes, les socialistes, les monarchistes, les néo-fascistes et des démocrates-chrétiens dissidents. En 1960, la DC reprend la présidence de la Région en la confiant à Benedetto Majorana della Nicchiara, ex-adjoint de Milazzo.
À partir de 1962, la DC s'allie à la gauche non-communiste. Aux élections de 1971, la droite se renforce et l'extrême-droite double son score. Le PCI local, dirigé par Achille Occhetto, reste exclu du gouvernement régional mais participe à la gestion de l'Assemblée, que les communistes Pancrazio De Pasquale et Michelangelo Russo présidents entre 1976 et 1981. 
L'Assemblée régionale perd de son importance dans les années 1980, affaiblie par les luttes entre DC et PCI, l'atomisation des partis et la corruption des élus, délaissée par les candidats qui privilégient désormais siéger à la Chambre des députés. 
L'émergence de la lutte contre la mafia pousse en 1991 la naissance de la Rete qui envoie, fort de ces 7,4 % de suffrages, deux de ses fondateurs, Francesco Piro et Leoluca Orlando, deux enfants de victimes de la Cosa Nostra, Carmine Mancuso et Claudio Fava, et la photographe Letizia Battaglia. L'opération Mains propres pousse également à un fort renouvellement du personnel politique et à un éclatement au niveau local des partis de masse, sans profondément bouleverser les équilibres.

## Compétences
Conformément au statut d'autonomie de 1948, l'Assemblée régionale exerce le pouvoir législatif, vote le budget et contrôle l'action du président de la Région et son gouvernement (en italien : Giunta).

## Système électoral
La Sicile est une région italienne à statut spécial. L'Assemblée régionale ainsi que son président sont élus simultanément au suffrage universel direct. Ce dernier est élu au scrutin uninominal majoritaire à un tour. Les 70 sièges de l'Assemblée sont pourvus selon un système mixte. Pour 62 d'entre eux, le scrutin utilisé est proportionnel plurinominal avec listes ouvertes et seuil électoral de 5 % dans neuf circonscriptions de 2 à 16 sièges. Les électeurs ont la possibilité d'effectuer un vote préférentiel pour l'un des candidats de la liste pour laquelle ils votent, afin de faire monter sa place dans celle-ci. Sur les 8 sièges restants, six sont pourvus au scrutin majoritaire plurinominal avec listes fermées, et attribués à la liste du candidat vainqueur de la présidence, donnant au scrutin une tendance majoritaire. Enfin, le président élu ainsi que le candidat arrivé à la seconde place de l'élection pour la présidence sont membres à part entière de l'Assemblée, ce qui porte le nombre de ses membres à un total de 70.

### Liste des présidents
Depuis 1947, 18 députés ont assumé la présidence de l'ARS : 
- Ire législature : Ettore Cipolla (1947-1951)
- IIe législature : Giulio Bonfiglio (1951-1955)
- IIIe législature : Giuseppe La Loggia (1955-1956), Giuseppe Alessi (1956-1959)
- IVe législature : Ferdinando Stagno d'Alcontres (1959-1963)
- Ve législature : Rosario Lanza, (1963-1967)
- VIe législature : Rosario Lanza, (1967-1971)
- VIIe législature : Angelo Bonfiglio (1971-1974), Mario Fasino (1974-1976)
- VIIIe législature : Pancrazio De Pasquale (1976-1979), Michelangelo Russo (1979-1981)
- IXe législature : Salvatore Lauricella (1981-1986)
- Xe législature : Salvatore Lauricella (1986-1991)
- XIe législature : Paolo Piccione (1991-1993), Angelo Capitummino (1993-1996)
- XIIe législature : Nicola Cristaldi (1996-2001)
- XIIIe législature : Guido Lo Porto (2001-2006)
- XIVe législature : Gianfranco Miccichè (2006-2008)
- XVe législature : Francesco Cascio (2008-2012)
- XVIe législature : Giovanni Ardizzone (2012-2017)
- XVIIe législature : Gianfranco Miccichè (2017-2022)
- XVIIIe législature : Gaetano Galvagno (depuis 2022)